# Phlegra hentzi
Phlegra hentzi är en spindelart som först beskrevs av Marx 1890.  Phlegra hentzi ingår i släktet Phlegra och familjen hoppspindlar. Inga underarter finns listade i Catalogue of Life.